# Atletika
Atletika (z řeckého áthleon) je základní sportovní odvětví, které zahrnuje přirozené pohybové vlastnosti člověka, tj. běhy, chůzi, skoky, vrhy a hody; původně znamenala boj, závodění.
Atletika zahrnuje různorodé pohybové činnosti, jejichž obsahem jsou pohyby cyklické, acyklické a smíšené podle charakteru jednotlivých disciplín. Uplatňují se při ní také základní dynamické zákony - jde o přechod z klidu do pohybu (start), změnu směru pohybu (odraz při skoku), dokončení pohybu (doskok). V atletických disciplínách se uplatňuje pohyb rovnoměrný (např. běh v trati) nebo pohyb rovnoměrně zrychlený přímočarý či rotační (např. vrh koulí a hod diskem). Atletika zajišťuje všestranný rozvoj a současně poskytuje široký výběr pro sportovní vyžití. Atletická cvičení mohou být prováděna i v přírodních podmínkách (louka, les, park), což zvyšuje jejich emocionálnost a zdravotní význam. Jsou součástí tělesné přípravy většiny sportu (např. skok do dálky, hod do dálky).
Cvičení, převzatá v novém věku ze starořecké atletiky, se rozdělila na dvě sportovní odvětví:
- lehká atletika (dnešní vnímání slova atletika, obsahuje běhy, skoky, vrhy a hody, chůzi a víceboje)
- těžká atletika (obsahuje zápas, vzpírání, silový trojboj a kulturistiku)

## Historie
Kolébkou organizované atletiky se stalo antické Řecko, kde byla atletika hlavní náplní antických olympijských her. Starověký pentathlon (pětiboj) obsahoval kromě zápasu i běh, skoky, hod diskem a hod oštěpem. V době feudalismu se pěstovaly běhy, skoky a hody v rámci lidových her a slavností jako nenáročná zábava bez přesných pravidel.
Začátky atletiky jako novodobého sportovního odvětví jsou spjaty s Anglií. Již v 17. století se zde konaly závody v běhu, především na dlouhé vzdálenosti. V počátcích se závodů zúčastňovali profesionálové; sázelo se na vítězství jak mezi diváky, tak i mezi závodníky. Teprve v polovině 19. století se tvořily kroužky amatérů, a to nejprve na školách, později vznikaly sportovní kluby. První záznam o závodech je z univerzitních kolejí. V programu závodů se začínají objevovat i technické disciplíny, tj. skok do dálky a do výšky, vrh kamenem, hod kriketovým míčkem a kladivem. V tomto období vznikl statut závodníka amatéra. Jeho formulace umožňovala účast na oficiálních závodech pouze příslušníkům šlechty, univerzitním studentům a duševním pracovníkům.
Roku 1880 tato konzervativní amatérská definice zanikla a závodění bylo zpřístupněno širší veřejnosti. Ve 2. polovině 19. století se začíná atletika šířit z Anglie na evropskou pevninu i do zámoří. Atletické federace jednotlivých zemí Evropy vznikly převážně koncem 19. století, zejména vlivem novodobých olympijských her.
Atletický program I. OH 1896 byl stanoven Mezinárodním olympijským výborem, obsahoval 12 disciplín a byl určen pouze pro muže. V roce 1912, v době pořádáni V. OH, byla ustavena Mezinárodní amatérská atletická federace. Od této doby se považují světové atletické rekordy za právoplatné a atletická pravidla za oficiální. V období mezi dvěma válkami zaznamenala atletika další rozvoj, rozšířil se počet zájemců a se změnou techniky jednotlivých disciplín a přizpůsobením pravidel se zvýšila výkonnost. Prudký vzestup výkonnosti ale nastal až po 2. světové válce.
Pokusy o uplatněni žen v atletice se datují již do doby před 1. světovou válkou, organizovaně se však ženská atletika uplatňuje až po válce. Roku 1921 byl založen Mezinárodní ženský sportovní svaz (Fédération Sportive Féminine Internationale, FSFI) a roku 1922 byly uspořádány I. ženské světové hry v Paříži převážně s atletickým programem. Olympijských soutěží v atletice se ženy poprvé zúčastnily v roce 1928.
Vznik a rozvoj atletiky na českém území byl spojen se založením Sokola.

## Nadnárodní soutěže
- Olympijské hry (od roku 1896)
- Mistrovství Evropy (od roku 1934)

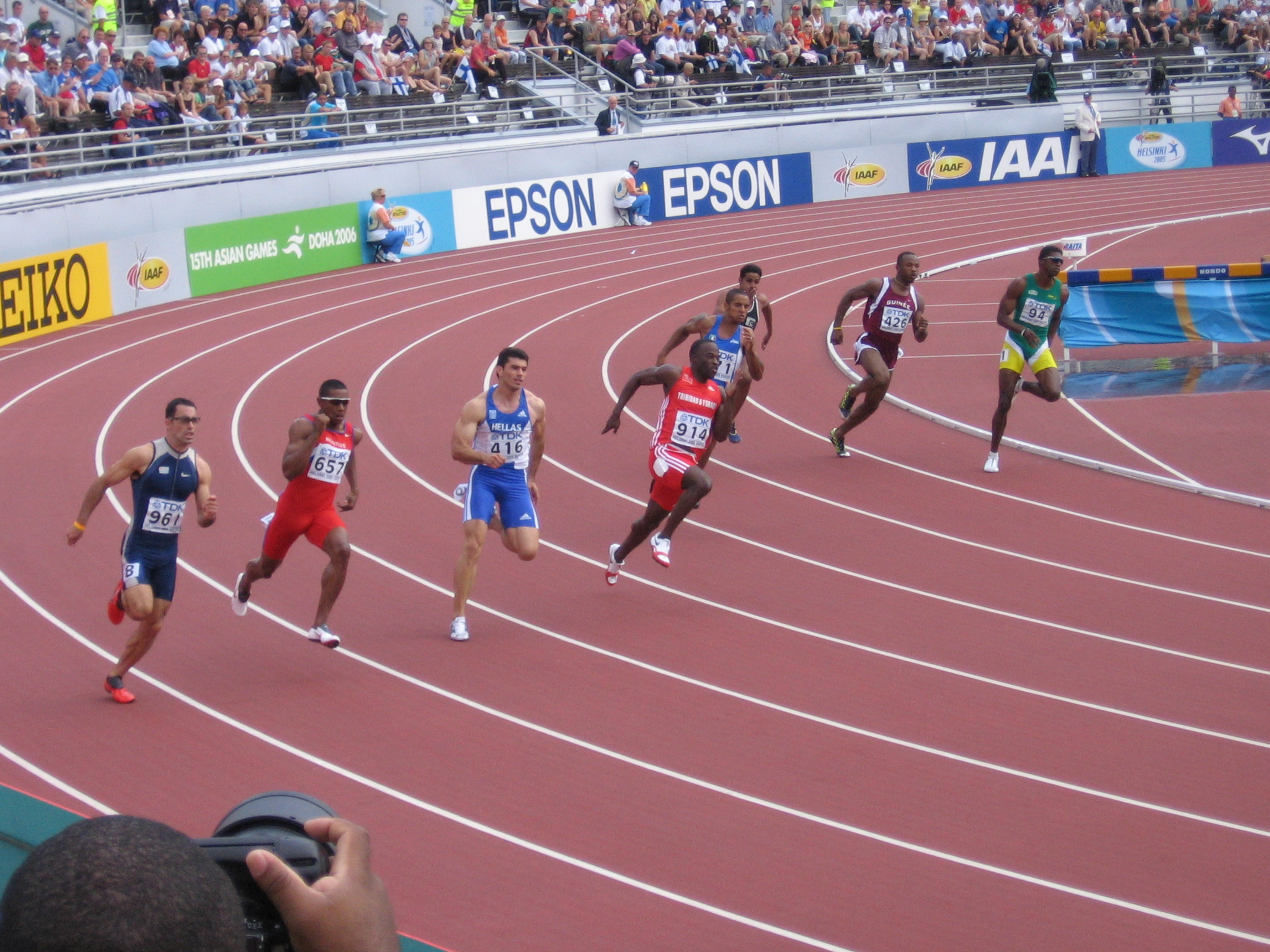
Sprint na 200 m na MS 2005 v Helsinkách

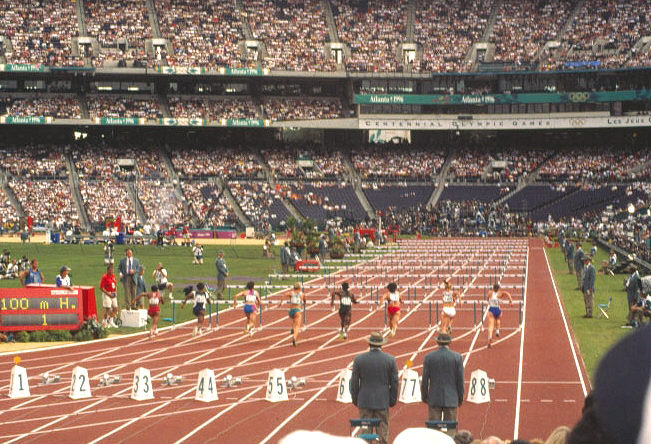
Atletika na Olympijských hrách 1996 v Atlantě - 100 metrů překážek ženy

- Halové mistrovství Evropy (od roku 1970)
- Mistrovství světa (od roku 1983)
- Halové mistrovství světa (od roku 1985)
- Finále Grand Prix IAAF
- Světové atletické finále
- Zlatá liga
- Diamantová liga
- Mistrovství světa v přespolním běhu
- Mistrovství světa v půlmaratonu
- Mistrovství Evropy v přespolním běhu
- Světový pohár v chůzi
- Mistrovství Evropy družstev v atletice
- Evropský pohár ve vícebojích

## Domácí soutěže

### Halová mistrovství České republiky v lehké atletice
- Halové mistrovství České republiky ve vícebojích
- Halové mistrovství České republiky juniorů, juniorek, dorostenců a dorostenek
- Halové mistrovství České republiky
- Halové mistrovství České republiky žáků a žákyň

### Mistrovství České republiky v lehké atletice na dráze
- Mistrovství České republiky mužů a žen
- Mistrovství České republiky juniorů, juniorek, dorostenců a dorostenek
- Mistrovství České republiky ve vícebojích
- Mistrovství České republiky mužů a žen do 22 let
- Mistrovství České republiky družstev
- Mistrovství České republiky žáků a žákyň

### Mistrovství České republiky mimo dráhu
- Mistrovství České republiky v chůzi na 50 km mužů a 20 km mužů a žen do 22 let
- Mistrovství České republiky v chůzi na 20 km
- Mistrovství České republiky v běhu do vrchu
- Mistrovství České republiky v půlmaratonu
- Mistrovství České republiky v maratonu
- Mistrovství České republiky v silničním běhu
- Mistrovství České republiky v přespolním běhu